# Slim Dusty
 (juin 2019).
Si vous disposez d'ouvrages ou d'articles de référence ou si vous connaissez des sites web de qualité traitant du thème abordé ici, merci de compléter l'article en donnant les références utiles à sa vérifiabilité et en les liant à la section « Notes et références ».
 (juin 2019).
David Gordon « Slim Dusty » Kirkpatrick (13 juin 1927-19 septembre 2003), surnommé « The King of Australian Country Music » est un chanteur country australien.
La musique country a toujours été populaire en Australie. Dans les années 1940, Slim Dusty commence une carrière qui durera cinquante ans et produira plus de 100 albums. Slim a vendu environ 7 millions de disques, il est ainsi l'artiste solo qui a vendu le plus de disques dans son pays.
En 1951, Dusty se marie à Joy McKean, chanteuse-compositrice, et avec son aide, obtient un grand succès en Australie. En 1957 The Pub With No Beer était le disque le plus vendu au niveau international par un Australien à cette époque. Il a rassemblé plus d'albums d'or et de platine que n'importe quel autre artiste australien. Il a exécuté ses propres compositions comme ceux de son épouse, et d'autre artistes australiens, et a écrit des airs pour les poésies australiennes classiques de Henry Lawson et de Banjo Patterson. Dans sa longue carrière, il a connu le succès aussi bien que des périodes difficiles mais il est resté populaire partout parmi les Australiens indigènes. En 1964, il a commencé ses célèbres tournées de dix mois par an en Australie  parcourant 48 280 kilomètres. Il a chanté dans les lieux aussi divers que l'Opéra de Sydney et les campements indigènes isolés des plaines de Peppimenarti, une communauté aborigène d'environ 150 habitants à 250 km de Darwin dans le Territoire du Nord.
Il a enregistré son cent-unième album en 2000, et est devenu le premier artiste de musique au monde à le faire ainsi. Il a eu alors l'honneur de chanter Waltzing Matilda lors de la cérémonie de clôture des Jeux olympiques de Sydney, tout le stade chantant avec lui.
Il est mort à Sydney le 19 septembre 2003, après une bataille prolongée contre un cancer du rein.

## Hits
- When the Rain Tumbles Down in July, 1945.
- The Pub With No Beer, 1957.
- Lights on the Hill, 1973.
- "Walk A Country Mile"
- "Indian Pacific"
- "Kelly's Offsider"
- "The Angel Of Goulburn Hill"
- "The Biggest Disappointment"
- Duncan, 1980.
- Waltzing Matilda, 2000, Cérémonie de Clôture des Jeux Olympiques de Sydney.
- "Looking Forward, Looking Back", 2002.